# Latyngorka
Latyngorka, též Zlatogorka či Sěmigorka, je postava z ruských bylin označovaná jako „baba“ či poljanice – bojovnice. Jméno Zlatogorka může souviset s jménem Zlatogor, používaným pro bohatýra Svjatogora.
V bylině Ilja Muromec a Sokolník se Ilja vydává na dvanáctiletou cestu do „jiného světa“ k babě Zlatogorce „za modré moře, za chladné moře, ke kameni Latyru.“ Zde s ní zplodí syna, a když se vydává na cestu zpět, dává jí pro něj křížek a prsten. Zde se projevuje typický Iljův chladný vztah k ženám a náznaky matrilinearity a matrilokality. Latyngorka dává synovi jméno Sokolník a ten již v sedmi letech dospívá a žádá matku o požehnání k tomu aby vyrazil do boje. Ta mu jej uděluje, ale varuje jej, aby se nepouštěl do boje se „starým kozákem“ - svým otcem. Sokolník se vydává dobýt Kyjev a nakonec je Iljou, přes krátkodobé šťastné shledání, zabit.
V některých variantách byliny Kamská bitva je Dobryňa Nikitič Latyngorkou poražen a během následného útěku zachráněn Iljou Muromcem, který babu zabije. Dobryňa ve své potupě však přesto páchá sebevraždu.